# Política deportiva de la Unión Europea
| Dirección General de Educación, Juventud, Deporte y Cultura principales áreas de la Unidad de Deporte |
| --- |
| - cooperación dentro de la comisión y con otras instituciones en temas relacionados con el deporte, - cooperación con instituciones, organizaciones y federaciones deportivas nacionales e internacionales, - reuniones bilaterales con instituciones y organizaciones deportivas y federaciones deportivas internacionales. |

La política deportiva de la Unión Europea se refiere a las diferentes acciones de dicho organismo internacional en el ámbito deportivo. La Unión Europea desempeña un papel político menor y en su mayoría indirecto en el deporte, ya que se considera que el deporte está fuera de las competencias conferidas por los Estados miembros de la Unión Europea y además el deporte en general se organiza internamente, en un marco europeo a nivel continental (que no es lo mismo que el nivel de la Unión Europea), o globalmente.
En virtud del Tratado de Lisboa, el papel de la UE en el deporte es limitado, porque el artículo 165, apartado 4, establece que los objetivos de la UE en el deporte se limitan a medidas que «excluyen cualquier armonización de las leyes y reglamentos de los Estados miembros». Como tal, la UE no puede adoptar legislación ni ninguna otra medida jurídicamente vinculante, sino que actúa a través de directrices, recomendaciones y financiación para apoyar sus objetivos relacionados con el deporte.
Aunque no están dirigidas específicamente al deporte, varias de las normas, políticas y programas de la Unión Europea afectan al mundo del deporte o son de su interés. En particular, el mercado común de la Unión Europea crea el derecho de cualquier ciudadano de la UE a moverse y trabajar libremente en otro estado miembro. La histórica sentencia Bosman confirmó que este derecho, cuando se aplica a los atletas profesionales, prohíbe las cuotas de nacionalidad en las ligas deportivas que afectan a los ciudadanos de la UE. Esto ha cambiado la cara de los deportes profesionales en la UE, con los mejores equipos ahora reuniendo talento de toda Europa.
Una de las pocas medidas específicas en el deporte fue tomada por la Decisión N.º 291/2003/EC del Parlamento Europeo y del Consejo del 6 de febrero de 2003 que estableció el Año Europeo de la Educación a través del Deporte 2004. Las actividades e iniciativas emprendidas se organizaron a nivel comunitario, transnacional, nacional, regional y local, y en ocasiones fueron cofinanciadas por la Comunidad.